# Kaiser-Franz-Denkmal (Hermannstadt)

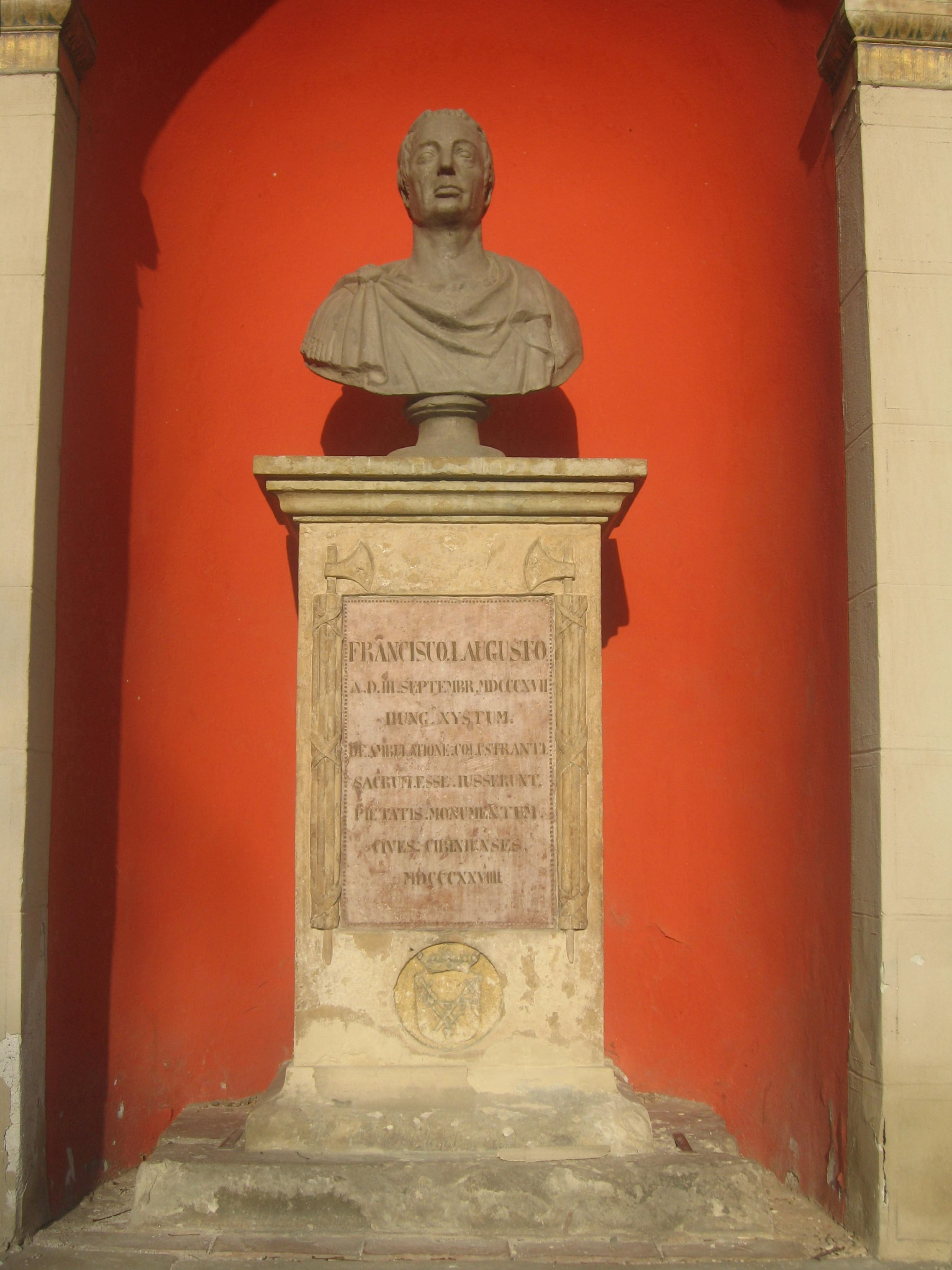
Monument Kaiser Franz I., Hermannstadt

Das Monument für Kaiser Franz I. in Hermannstadt (Sibiu) in Rumänien, eine ursprünglich in Blei gegossene Büste auf einem Marmorsockel mit Inschrift, ist ein im Jahr 1828 errichtetes Denkmal zu Ehren des Herrschers. Die Büste wurde während der Revolution von 1989 schwer beschädigt und im Jahr 2006 durch eine Nachbildung aus Stein ersetzt.

## Lage
Hermannstadt war einst durch drei Festungsringe, vor allem zum Schutz vor osmanischen Angriffen, gefestigt. Das Baudenkmal befindet sich in einer Nische des inneren, noch erhaltenen Festungsrings der Stadt, der einst von der Heltauer Bastei zum Dicken Turm führte, und zwar in der Mitte der Promenade des Boulevards Corneliu Coposu (in kommunistischer Zeit Boulevard des 23. August).

## Geschichte

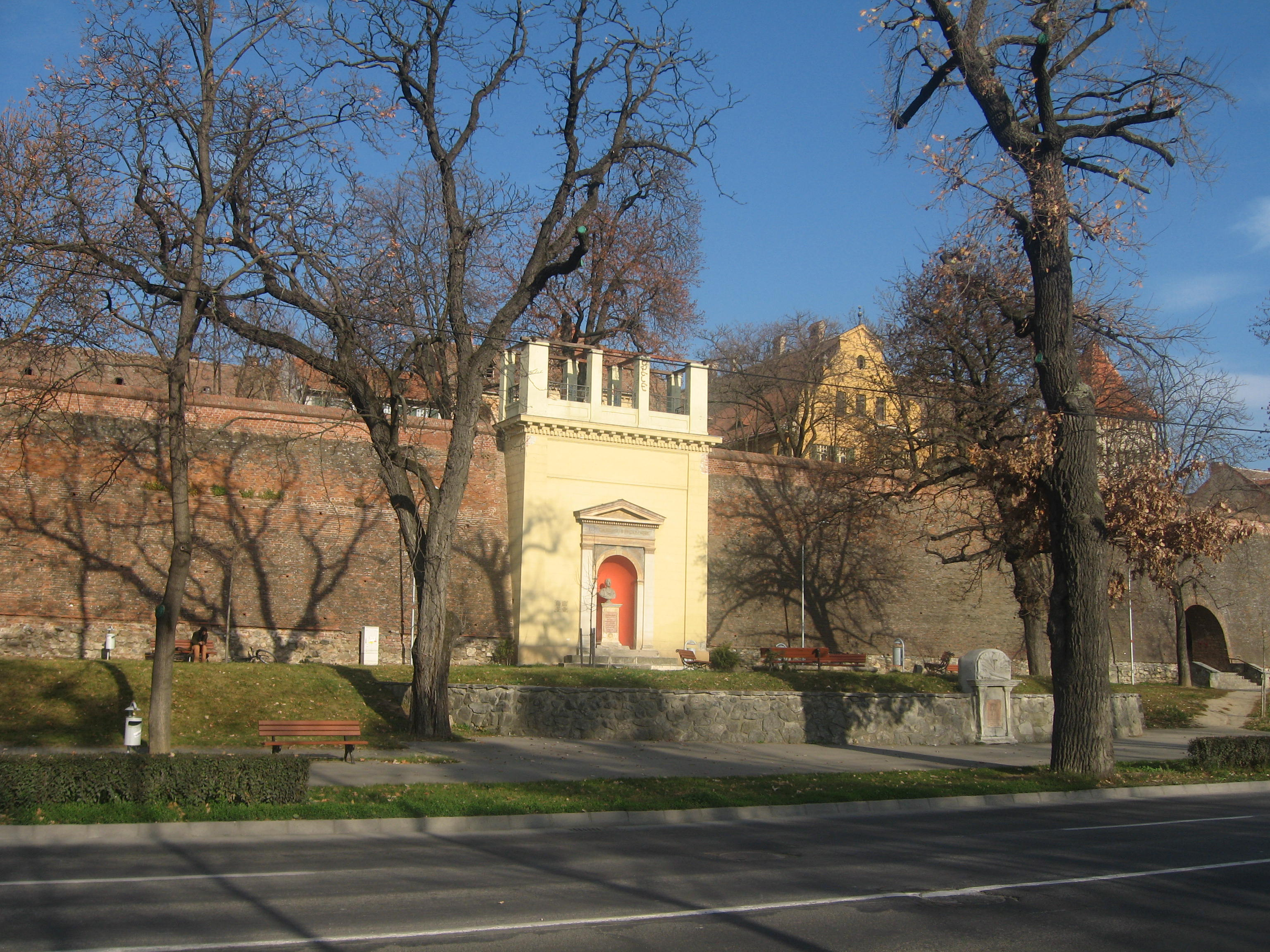
Monument Kaiser Franz I., Hermannstadt

Kaiser Franz II. war nach der Auflösung des Heiligen Römischen Reiches Deutscher Nation von 1804 bis 1835 unter dem Namen Franz I. Kaiser von Österreich und König von Böhmen und Ungarn. Er besuchte die Stadt im September 1817 mit seiner Frau, Kaiserin Karoline Auguste. Zu diesem Anlass wurde die Straßenbeleuchtung im Ort installiert.
Dieses Kunstwerk war das erste seiner Art in der Stadt. Der bekannte Hermannstädter Maler Franz Neuhauser der Jüngere (1763–1836), der dem von Baron Samuel von Brukenthal geförderten Künstlerkreis angehörte, wurde mit der Ausführung und Koordination des Projekts beauftragt. Die Bleibüste kreierte der Wiener Bildhauer Franz Prokop (1790–1854) im Jahr 1828.
Vor dem Denkmal wurde eine runde Steinplattform mit artesischem Brunnen angeordnet, an dessen Front im Frühjahr 1829 eine Gedenktafel zur Erinnerung an General Johann von Vecsey, der die Errichtung des Ensembles angeordnet hatte, platziert. Der Brunnen wurde mit einem schmiedeeisernen Zaun umgeben.
Das Monument wurde im Jahre 1883 restauriert, die Aufwendung in Höhe von rund 1000 Gulden von Kaiser Franz Joseph getragen. Die Rotunde mit dem Brunnen vor dem Denkmal setzte die damalige rumänische Regierung 1981 wieder instand.
Während der rumänischen Revolution von 1989 wurde die Büste verwüstet. Mehrere Kugeln waren auf die Statue abgefeuert worden, so dass danach die Nase und ein Teil des Schädels fehlten. Die Büste wurde vom Sockel geholt und stand bis 1995 im zweiten Innenhof des Museums Brukenthal, dann verschwand sie und man dachte, sie sei verloren.
Auf Initiative der österreichischen Stiftung Klagenfurt-Hermannstadt und mit Unterstützung des Stadtrats unter Leitung von Bürgermeister Klaus Johannis, übernahmen die Restauratoren Sorin Fogarascher und Mirel Bucur vom Museum ASTRA im Frühjahr 2004 die Aufgabe der Neuanfertigung der Büste. Nach fast zweimonatiger Recherchearbeit konnten sie anhand alter Münzen und Fotografien die ursprüngliche Form wieder herleiten. Sie schufen eine Replik, die von der Abteilung für die Restaurierung des Museums in Kunststein gegossen wurde.
Nachdem im Jahr 2008 das Original im Keller des Rathauses der Stadt gefunden worden war, entschied die Präfektur des Landkreises Sibiu unter Leitung von Ilie Mitea, diese wiederherzustellen und dem Brukenthal-Museum zu schenken. Nach der Restaurierung im April 2009 wurde die Büste am Eingang zum Brukenthalmuseum aufgestellt.

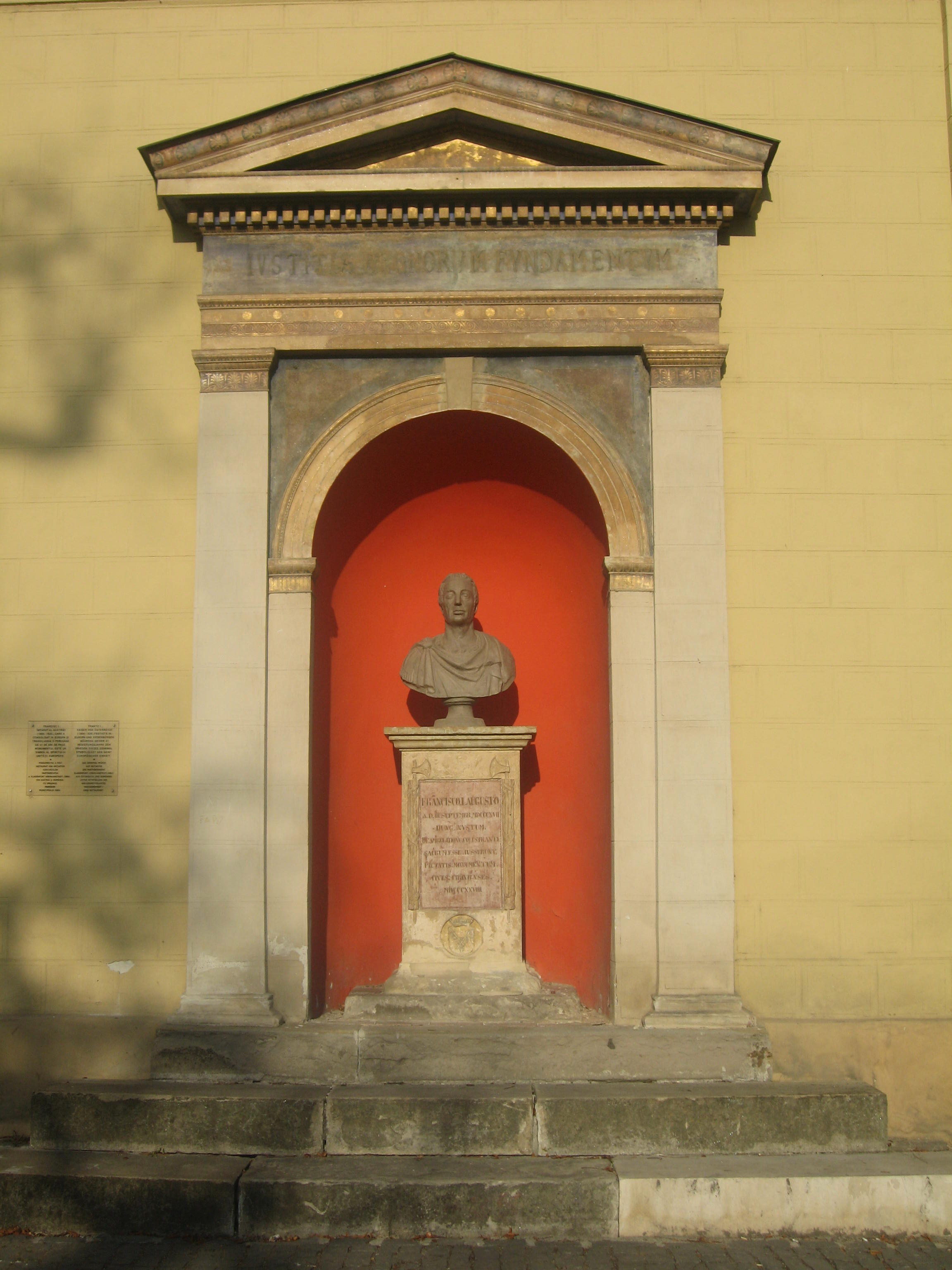
Monument Kaiser Franz I., Hermannstadt

## Beschreibung
Das Gesamtmonument besteht aus der auf einem Sockel stehende Büste von Kaiser Franz I., einer ihr vorgelagerten runden Plattform mit einem artesischen Brunnen. Die Büste erhebt sich in einer Nische im klassizistischen Stil, ähnlich eingebettet wie die Monumente im antiken Griechenland. Davor befindet sich eine dreistufige Steintreppe. Zwei Säulen mit von pflanzlichen Motiven verzierten Kapitellen stützen ein dreiteiliges Steingebälk. Um den Tragebalken zieht sich ein gezähnelter, blau eingefärbter Fries, darunter eine Platte mit folgender eingravierter Inschrift: IVSTITIA REGNORVM FVNDAMENTVM (V ist hier gleich U; übersetzt: „Gerechtigkeit ist die Grundlage der Königtümer“). Der Fries stützt einen Dreiecksgiebel.
Die Büste stellt, wie bereits erwähnt, Kaiser Franz I., dar, gekleidet nach altrömischer Mode, die Stirn von einem Lorbeerkranz gekrönt. Ursprünglich wurde das Denkmal an beiden Seiten von je einer bronzenen Sphinx flankiert. Auf dem Sockel ist eine rote Marmortafel angebracht auf der folgende Inschrift zu lesen ist: FRANCISCO. I. AUGUSTO. A.D. III. SEPTEMBR. MDCCCXVII. HUNG. XYSTUM . DEAMBULATIONE . COLUSTRANTI . SACRUM . ESSE . IUSERUNT . PIETATIS . MONUMENTUM . CIVES . CIBINIENSES . MDCCCXXVIIII. (Sinngemäß: Dem Kaiser Franz I., der Ungarn Herrscher am 3. September Anno Domini 1817, ist geweiht dieses Xystum mit Rundpfeiler-Säulengang als Monument der Treue, beschlossen von den Bürgern Hermannstadts 1829) Die Marmor-Votivtafel ist von zwei römischen Liktorenbündeln flankiert. Darunter ist in einem Flachrelief das Stadtwappen von Hermannstadt, goldfarben dargestellt.
Auf der Plattform vor dem Denkmal wurde ein Becken mit artesischem Brunnen, der ursprünglich von einem schmiedeeisernen Zaun umgeben war, angeordnet. Auf der gegenüberliegenden, dem Boulevard zugewandten Seite befindet sich ein Steinblock im klassizistischen Stil, 2,60 m hoch und 1,15 m breit. Im oberen, halbrunden Bereich ist ein Hochrelief zu sehen, welches die habsburgische Paradebewaffnung wiedergibt (Fahnen, kaiserlicher Helm, Degen und Kanonenrohre). An der Unterseite ist eine rote Marmortafel zwischen zwei Säulen platziert. Die Inschrift erinnert an Generalmajor (Rang vom 6. Oktober 1826) Johann von Vecsey († 1. Juli 1833), der als Stadtkommandant die Anordnung zum Bau gegeben hatte. Der Text der lateinischen Inschrift lautet: IOANNEM A VECSEY SUPREMUM EXCUBIARUM PREAFECTUM A. D. CAL. FEBR. MDCCCXXVIII QUUM ESSET LEGIONIS XXXI TRIBUNUS PUBLUCUM AMBULACRUM ANNO MDCCCXXVII LIBERALI INDUSTRIA AUXISSE ET INSTRAURASSE EXIQUO MONUMENTO PREATEREUNTES NOMERE VOLUERUNT GRATI CIBINIENSES MDCCCXXVIII.
Die dankbaren Bürger von Hermannstadt wollen Reisende durch diese kleine Monument (eigentlich Tafel) aufzeigen, dass Johann von Veczey, vormals Festungskommandant, Mitte Februar 1828 Abschied von dieser Stadt genommen hat. Als er Kommandant der 31. Brigade gewesen ist, hat er im Jahr 1827, von würdigem Bestreben beseelt, die öffentliche Promenade gebaut und erweitert. [Errichtet] 1828.